# 지구여 멈춰라 내리고 싶다
"지구여 멈춰라 내리고 싶다"는 한국에서 제작된 이재웅 감독의 1974년 멜로/로맨스 영화이다. 남진 등이 주연으로 출연하였고 이우석 등이 제작에 참여하였다.

## 출연

### 주연
- 남진
- 박상규